# Tazio Roversi
Tazio Roversi (Moglia, 21 marzo 1947 – Bologna, 17 ottobre 1999) è stato un calciatore italiano, di ruolo difensore.

## Carriera

### Club
Roversi iniziò a prendere confidenza con il pallone nei pulcini del Moglia giocando terzino.
Il Bologna lo acquistò nel 1963-1964, proprio dal Moglia. Arrivato sotto le due Torri a 16 anni, Roversi fece la trafila nella Rappresentativa De Martino debuttando anche in Nazionale Juniores. L'anno dopo esordì in prima squadra. Poche le sue presenze nel primo biennio, anche a causa un infortunio al menisco che lo costrinse a un periodo di inattività. Ottenne il posto da titolare nella stagione 1968-1969, mantenendolo fino al 1979-1980, quando venne ceduto all'Hellas Verona. Nella classifica dei giocatori con più presenze con la maglia del Bologna è secondo, con 459 presenze, dietro a Giacomo Bulgarelli.
Dopo due anni in Veneto chiuse l'attività agonistica nel Carpi in Serie D nel 1983. Tornò a Bologna per insegnare calcio ai ragazzi, fino alla sua scomparsa nel 1999 dovuta a una grave malattia.
Era stato espulso solo due volte in carriera: una volta insieme a Franco Causio contro la Juventus e un'altra contro il Cagliari per fallo su Gigi Riva, comunque uscendo dette la mano sia a Riva che all'arbitro.

### Nazionale
Collezionò 4 presenze nella rappresentativa Under-23 e una nella nazionale maggiore, a Roma contro l'Austria del 20 novembre 1971, conclusasi sul 2-2.

## Statistiche

### Cronologia presenze e reti in nazionale
| Cronologia completa delle presenze e delle reti in nazionale ― Italia | Cronologia completa delle presenze e delle reti in nazionale ― Italia | Cronologia completa delle presenze e delle reti in nazionale ― Italia | Cronologia completa delle presenze e delle reti in nazionale ― Italia | Cronologia completa delle presenze e delle reti in nazionale ― Italia | Cronologia completa delle presenze e delle reti in nazionale ― Italia | Cronologia completa delle presenze e delle reti in nazionale ― Italia | Cronologia completa delle presenze e delle reti in nazionale ― Italia |
| Data                                                                  | Città                                                                 | In casa                                                               | Risultato                                                             | Ospiti                                                                | Competizione                                                          | Reti                                                                  | Note                                                                  |
| --------------------------------------------------------------------- | --------------------------------------------------------------------- | --------------------------------------------------------------------- | --------------------------------------------------------------------- | --------------------------------------------------------------------- | --------------------------------------------------------------------- | --------------------------------------------------------------------- | --------------------------------------------------------------------- |
| 20-11-1971                                                            | Roma                                                                  | Italia                                                                | 2 – 2                                                                 | Austria                                                               | Qual. Euro 1972                                                       | -                                                                     |                                                                       |
| Totale                                                                |                                                                       | Presenze                                                              | 1                                                                     |                                                                       | Reti                                                                  | 0                                                                     |                                                                       |

## Palmarès

### Club

#### Competizioni giovanili
- Torneo di Viareggio: 1

Bologna: 1967

#### Competizioni nazionali
- Campionato italiano: 1

Bologna: 1963-1964
- Coppa Italia: 2

Bologna: 1969-1970, 1973-1974

#### Competizioni internazionali
- Coppa di Lega Italo-Inglese: 1

Bologna: 1970